# Объектофилия

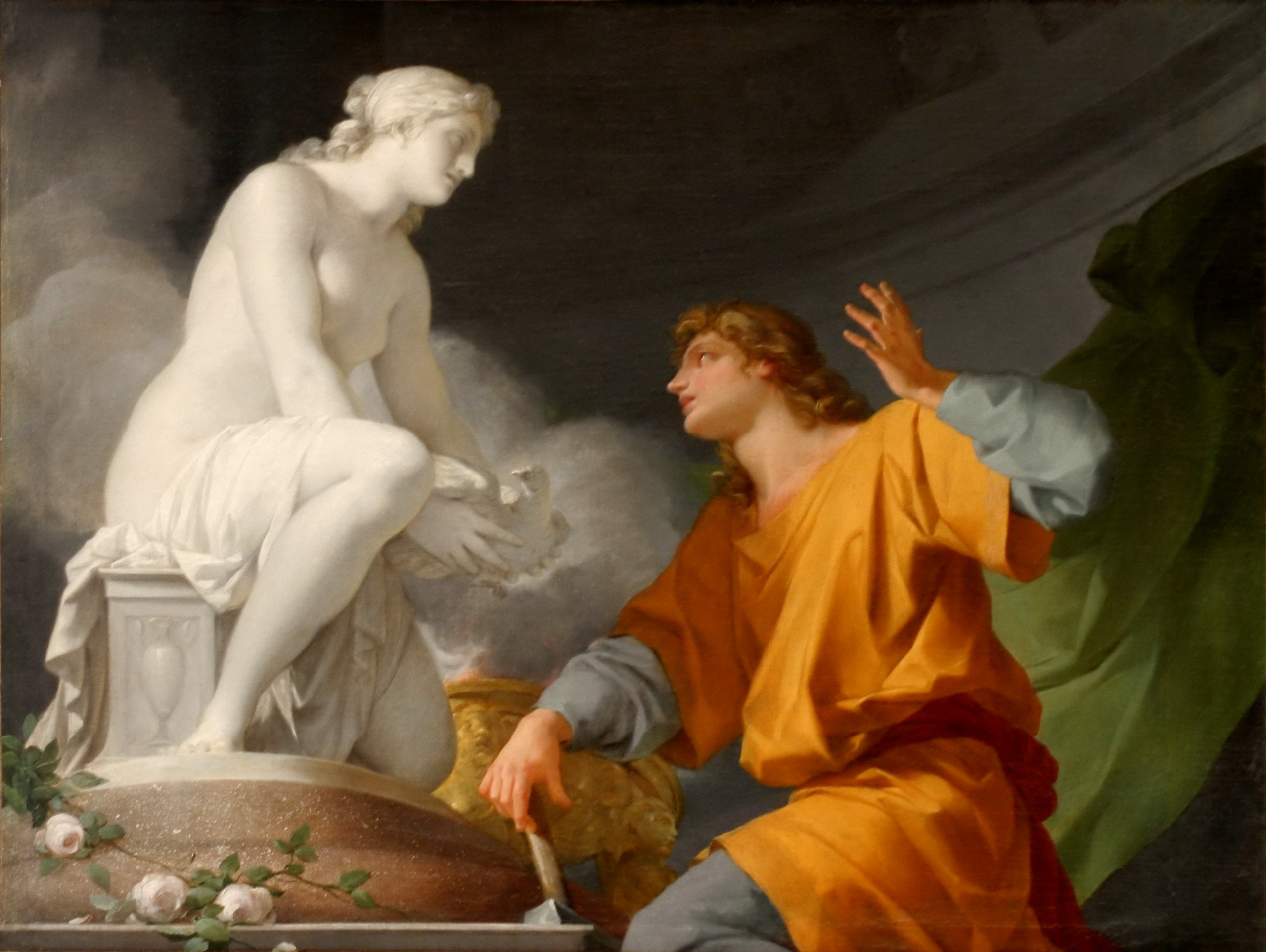
Пигмалион и Галатея

Объектофилия — парафилия, при которой фокус эротического интереса — конкретные неодушевлённые предметы. Термин «объектофилия» происходит от слов «objectus» (с лат. — «объект») и «-philia» (с др.-греч. — «любовь»).
Это состояние может проявляться в различных формах, от простой симпатии или привлечения к объекту до глубокого чувства любви и привязанности, сопровождаемого фантазиями и эмоциональными переживаниями. Объектофилия может проявляться как к органическим объектам, так и к неорганическим (например, автомобили, поезда, самолёты, компьютеры, мебель, надувные предметы, музыкальные инструменты) или абстрактным объектам (идеи, концепции).

## Проявления
Проявление объектофилии могут быть различными и индивидуальными для каждого человека. Однако в большинстве случаев обьектофилия прилагается к статуям людей. Некоторые люди могут просто ощущать симпатию к определённому объекту, учитывая его эстетическую или функциональную привлекательность, в то время как другие могут развивать глубокие эмоциональные связи с конкретными предметами, вплоть до ощущения, что эти объекты обладают собственной личностью или даже душой.
Приверженцы объектофилии могут называть свои предметы любви партнерами, вести с ними разговоры, ухаживать за ними и даже испытывать ревность, если кто-то вмешивается в их отношения с объектом. Это может быть ассоциировано с романтическими или сексуальными фантазиями, а также с глубоким чувством утешения и безопасности, которое предмет может приносить своему владельцу.

## Лечение
Лечение объектофилии может включать в себя психотерапевтические методики, направленные на идентификацию и разрешение эмоциональных проблем, лежащих в основе этого состояния, а также развитие более здоровых стратегий общения и установления отношений с реальными людьми. Терапия также может помочь человеку лучше понять свои чувства и восприятие объектов, а также разработать способы управления своими эмоциями и поведением в отношении них.
Однако эффективность лечения объектофилии может зависеть от различных факторов, включая сознательность и мотивацию человека для изменения своего поведения и восприятия, а также наличие поддержки со стороны квалифицированных специалистов и близких людей.
Объектофилия, хотя и вызывает интерес в психологическом сообществе, все ещё остается мало изученным явлением. Одна из причин этого заключается в том, что люди, страдающие от объектофилии, могут редко обращаться за помощью из-за стигматизации или стыда, связанного с этим состоянием. Более того, из-за того, что объектофилия не включена в стандартные классификационные системы психических расстройств, многие специалисты не обращают на неё должного внимания или не осознают её как проблему, требующую вмешательства.
Несмотря на это, понимание и осведомленность о объектофилии постепенно увеличиваются, и всё больше исследований начинает обращать внимание на этот важный аспект психического здоровья. Специалисты по ментальному здоровью продолжают работать над развитием эффективных методов лечения и поддержки для людей, страдающих от этого состояния, с целью обеспечить им наилучшее качество жизни и благополучие.
По мере того как общественное понимание и поддержка для людей, страдающих от объектофилии, растут, надеется, что эти люди будут иметь больше возможностей для получения помощи и поддержки, а также что дальнейшие исследования позволят нам лучше понять эту сложную и многогранную проблему, что в конечном итоге приведет к улучшению их жизненных условий и благополучия.

## Вывод
Объектофилия представляет собой интересное и сложное явление в психологии, которое проявляется в эмоциональной или романтической привязанности к объектам, предметам или структурам. Хотя это состояние может иметь различные формы проявления, от простой симпатии до глубокой привязанности с фантазиями и эмоциональными переживаниями, оно остается мало изученным в научном сообществе.